# Adaptivní vývoj softwaru
Adaptivní vývoj softwaru (ASD – z ang. adaptive software development) je proces vývoje softwaru, který vyrostl z práce Jima Highsmithe a Sama Bayera a je založen na osvědčených postupech a vývojových životních cyklech Rapid Application Development (RAD). ASD je přechod k adaptivním praktikám a ponechání deterministických postupů v kontextu složitých systémů a složitých prostředí. Adaptivní vývoj softwaru se zaměřuje na spolupráci a učení jako metodu pro budování složitých systémů.
Metodika ASD je založena na kontinuální adaptaci – jiné filozofii a jiném životním cyklu – zaměřené na přijímání neustálých změn jako normy. V ASD je statický životní cyklus „Plan–Design–Build“, typický pro tradiční metodiky, nahrazen dynamickým cyklem „Speculate– Collaborate–Learn“. Jedná se o životní cyklus věnovaný neustálému učení a zaměřený na přizpůsobení změnám, které nastávají a přehodnocení do nejisté budoucnosti. ASD je velmi závislý na intenzivní spolupráci mezi vývojáři, managementem a zákazníky.
Životní cyklus adaptivního vývoje softwaru se zaměřuje na výsledky, nikoli na úkoly, a výsledky jsou identifikovány jako funkce aplikace.

## Spekulace
Pojem plán je příliš deterministický a naznačuje přiměřeně vysokou míru jistoty ohledně požadovaného výsledku. Implicitní a explicitní cíl souladu s plánem omezuje schopnost manažera řídit projekt inovativními směry.
V adaptivním vývoji softwaru je termín „plán“ nahrazen termínem „spekulovat“. Při spekulacích tým neopustí plánování, ale uznává realitu nejistoty v komplexních problémech. Spekulace podporuje průzkum a experimentování a iterace s krátkými cykly.
Fáze spekulace se skládá z několika kroků, kde každý krok může být během fáze zahájení a plánování několikrát revidován. Zahájení projektu zahrnuje stanovení poslání a cílů projektu, porozumění omezením, vytvoření organizace projektu, identifikace a nastínění požadavků, provedení počátečních odhadů velikosti a rozsahu, identifikace klíčových rizik projektu. Dále je stanoven časový rámec pro celý projekt na základě rozsahu, požadavků na sadu funkcí, odhadů a dostupnosti prostředků, které jsou výsledkem prací na zahájení projektu. Třetím krokem je rozhodnout o počtu iterací a každému z nich přiřadit časový limit. U aplikací malé a střední velikosti se iterace obvykle liší od čtyř do osmi týdnů. Některé projekty fungují nejlépe s dvoutýdenními iteracemi, zatímco jiné mohou vyžadovat více než osm týdnů (i když je to vzácné). Celková velikost projektu a míra nejistoty jsou dva faktory, které určují délky jednotlivých iterací.
Po stanovení počtu iterací a harmonogramu pro každou z nich členové týmu vytvoří téma nebo cíl pro každou z iterací. Stejně jako je důležité stanovit celkový cíl projektu, každá iterace by měla mít své vlastní téma (je to podobné jako cíl Sprint ve Scrumu).
Vývojáři a zákazníci přiřazují funkce ke každé iteraci. Nejdůležitějším kritériem pro přiřazení funkcí je, že každá iterace musí zákazníkovi poskytnout viditelnou a hmatatelnou sadu funkcí. V procesu přiřazení se zákazníci rozhodnou o prioritizaci funkcí pomocí odhadů funkcí, rizik a informací o závislostech poskytnutých vývojovým týmem. Plánování podle funkcí odráží jedinečnost každého projektu.

## Spolupráce
Složité aplikace nejsou vytvářeny, složité aplikace se vyvíjejí. Turbulentní prostředí má vysokou míru toku informací. Složité aplikace proto vyžadují, aby bylo shromážděno, analyzováno a aplikováno velké množství informací na existující problém. Výsledkem jsou rozmanité požadavky na znalosti, které lze zvládnout pouze týmovou spoluprací.
Spolupráce, akt společného stvoření, je podporována důvěrou a respektem. Sdílené vytváření zahrnuje vývojový tým, zákazníky, externí konzultanty a dodavatele. Týmy musí spolupracovat na technických problémech, obchodních požadavcích a rychlém rozhodování.

## Učení
Část učení v rámci životního cyklu ASD je zásadní pro úspěch projektu.
Tým musí neustále zdokonalovat své znalosti pomocí postupů, jako jsou:
- Technické recenze
- Retrospektivy projektu
- Zaměřit se na zákazníka

Technické recenze by měly být prováděny po každé iteraci. Vývojáři i zákazníci zkoumají své předpoklady a pomocí výsledků každého vývojového cyklu se učí směr dalšího. Iterace musí být krátké, aby se tým mohl poučit z malých, nikoli velkých chyb.
Na konci každé vývojové iterace tým se dozví čtyři obecné kategorie věcí:
- Kvalita výsledků z pohledu zákazníka
- Kvalita výsledků z technického hlediska
- Fungování vývojářského týmu
- Stav projektu

Získání zpětné vazby od zákazníků je u adaptivních projektů první prioritou. Doporučenou praxí společnosti ASD je zaměřit se na skupiny zákazníků. Odvozené od konceptu marketingových cílových skupin jsou tyto relace navrženy tak, aby prozkoumaly fungující model aplikace a zaznamenaly požadavky na změny od zákazníků. Jsou to usnadněné relace, podobné relacím JAD[ujasnit], ale spíše než generování požadavků nebo definování plánů projektu, jsou zaměřeny na zákaznické skupiny, aby zkontrolovaly samotnou aplikaci.

## Základní charakteristiky adaptivního vývoje softwaru
1. Mission driven. Obecně se u vývojového týmu zpočátku stává, že požadavky jsou nejasné a nejisté, ale celková mise, která tým vede, je správně vyjádřena. Na začátku tato mise funguje jako hranice průzkumu, který nemá pevný cíl, ale pomalu směruje vývojový tým k dosažení cíle splněním všech změněných požadavků a potřeb trhu.
2. Feature based. V ASD jsou všechny činnosti, které nejsou prováděny na základě úkolů, ale ty, které vycházejí z funkcí aplikace, zaměřeny na vývoj výkonného softwaru a dodání požadovaného produktu. V každé iteraci se k produktu přidávají požadavky zákazníků jako nové funkce. Ve výsledku se očekává dobrý produkt.
3. Iterativní. Adaptivní vývoj softwaru je založen na iteračních procesech. Nové funkce jsou přidány v každé iteraci. Ty se řídí zásadou neustálých změn a přehodnocení. Od prvního pokusu vývojový tým dostává zpětnou vazbu jako vstup a znovu od začátku nastavuje správný směr pro další rozvoj. Vývoj je tedy založen na procesu nepřetržitého přidávání funkcí s cílem iterativně vytvářet komplexní softwarové řešení, a nakonec přinášet výsledky.
4. Time boxed. Čas uvedený v procesu neznamená použít nesprávně stanovené časové lhůty a limity, ale spíše stanovení pevné minimální dodací lhůty pro iterace a projekty. Když jsou rychlosti změn tak vysoké a prostředí vypadá nejistě je důležité se výrazně zaměřit na dobrém pracovním prostředí pro dokončení práce.
5. Risk driven. V ASD v každé iteraci přicházejí nové výzvy a proces si klade za cíl rychle vyřešit vysoce rizikové položky / aktivity. V tomhle jsou adaptivní iterace hodnoceny, identifikovány a analyzovány s kritickými riziky.
6. Tolerance. Adaptivní vývoj softwaru je založen na neustálých změnách, přehodnocování a vyvíjení produktů s nenáročným plánováním a neustálým učením se. Tento proces tedy bere kontinuální změny jako výhodu a nedělá změny jako problémy, ale bere je jako nové výzvy.

## Výhody a nevýhody

### Výhody
- Užitečné pro rychlý a komplexní vývoj softwarových produktů.
- Snadné softwarové přírůstkové nastavení.
- Zaměřeni na koncové uživatele a splnění požadavků.
- Umožňuje včasné doručení s maximální spokojeností zákazníků.
- Poskytuje vysokou transparentnost mezi vývojáři a klienty.
- Snižuje chybovost, protože prochází vícenásobným testováním.

### Nevýhody
- Práce v nejistém prostředí je náročná.
- Splnění misi vyžaduje široké zkoumání a neustálé zaměření.
- Vyžaduje vysokou účast uživatele / klienta, který se na vývoji přímo podílí.
- Vyžaduje testování každé iterace, což zvyšuje cenu.
- Časté změny procházejí s menší dokumentací.
- Vyžaduje přísný časový závazek mezi různými týmy zapojenými do projektu.